# Tapinauchenius
A Tapinauchenius, egy nem a pókok (Araneae) rendjében, négytüdős pókok (Mygalomorphae) alrendjében és a madárpókfélék (Theraphosidae) családjában. A Psalmopoeus nemmel ketten alkotják a Psalmopoeinae alcsaládot.
A nem tagjai Dél-Amerikában terjedtek el.
Változatos színezetű, karcsú, falakó életmódot folytató madárpókok. Lábfesztávolságuk fajtól függően 10-14 cm között változik.
Hosszú életű madárpókok. Fogságban akár 12-18 évig is élhetnek.

## Fajok
A nembe 9 faj tartozik.
- Tapinauchenius brunneus Schmidt, 1995 - Brazília
- Tapinauchenius concolor (Caporiacco, 1947) - Guyana
- Tapinauchenius cupreus Schmidt & Bauer, 1996 - Ecuador
- Tapinauchenius elenae Schmidt, 1994 - Ecuador
- Tapinauchenius gigas Caporiacco, 1954 - Francia Guyana
- Tapinauchenius latipes L. Koch, 1875 - Venezuela
- Tapinauchenius plumipes (C. L. Koch, 1842) - Suriname
- Tapinauchenius sanctivincenti (Walckenaer, 1837) - St. Vincent
- Tapinauchenius subcaeruleus Bauer & Antonelli, 1997 - Ecuador
- Tapinauchenius violaceus (Mello-Leitão, 1930)  - Francia Guyana, Brazília